# The Mercury Theatre on the Air

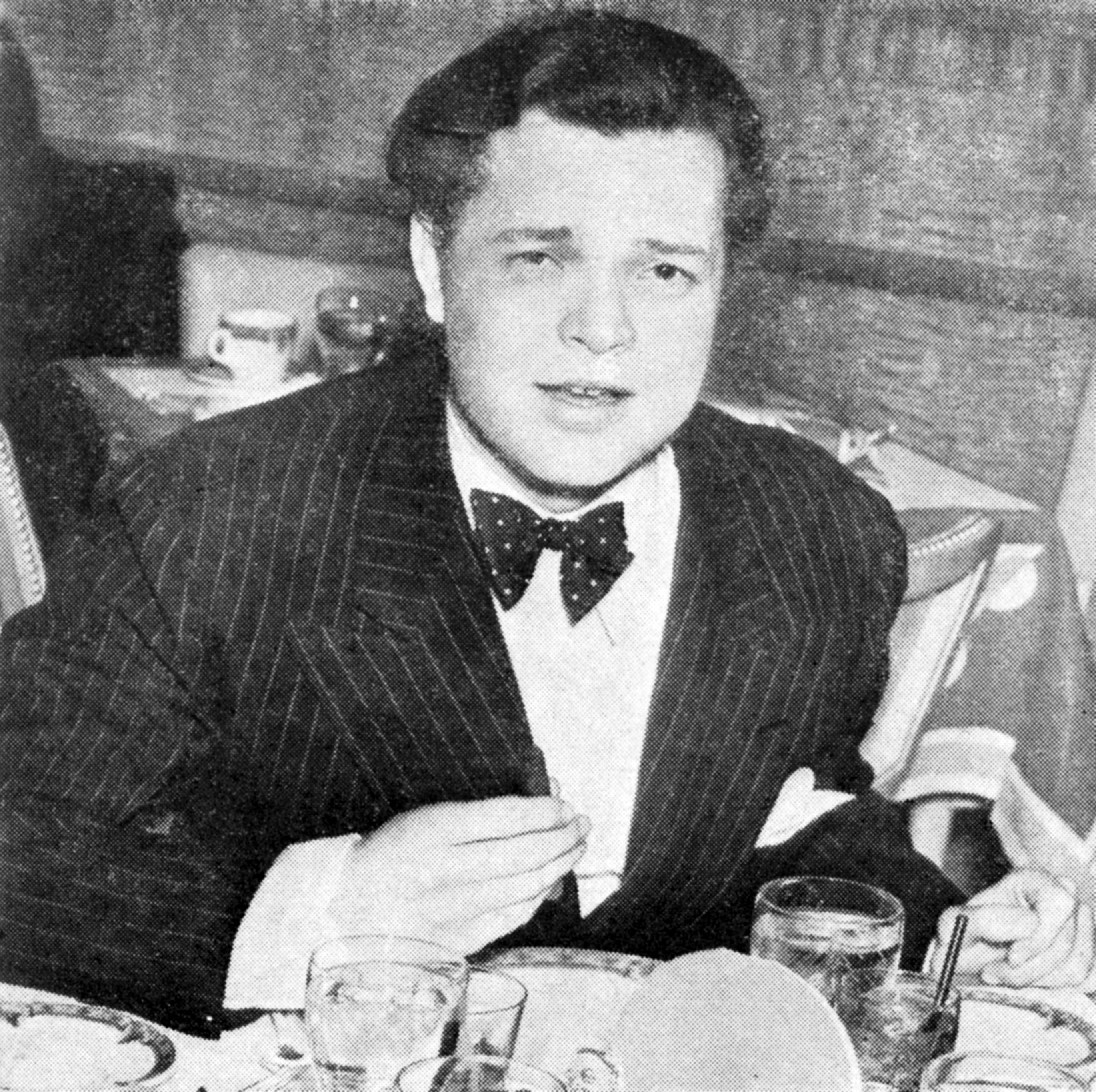
Orson Welles (1938)

The Mercury Theatre on the Air (ursprünglicher Name First Person Singular) ist eine Serie von zweiundzwanzig Hörfunksendungen mit Live-Hörspielen von Orson Welles, die 1938 im US-amerikanischen Rundfunk ausgestrahlt wurden.

## Fakten
Die wöchentlich einstündige Radiosendung präsentierte klassische literarische Werke, die von Welles berühmter Theatergruppe Mercury Theatre aufgeführt wurden. In den Hauptrollen waren Orson Welles, William Alland, Edgar Barrier, Ray Collins, Joseph Cotten, George Coulouris, Arlene Francis, Alice Frost, Martin Gabel, Agnes Moorehead, Frank Readick, Elliott Reid, Everett Sloane, Howard Smith, Paul Stewart, Karl Swenson, Virginia Welles, Richard Wilson und Eustace Wyatt zu hören.
Die Radiosendungen starteten am 11. Juli 1938 im CBS Radionetzwerk und wurden zunächst montags um 21 Uhr Ortszeit ausgestrahlt. Ab 11. September 1938 war die Serie dann sonntags um 20 Uhr Ortszeit zu hören. Die letzte Sendung von The Mercury Theatre on the Air fand am 4. Dezember 1938 statt. Die Serie wurde ab 9. Dezember 1938 durch The Campbell Playhouse abgelöst.
Als Eröffnungsmelodie der Radiosendungen war das 1. Klavierkonzert op. 23 in b-Moll von Pjotr Iljitsch Tschaikowski zu hören, die restliche Musik wurde von Bernard Herrmann komponiert oder arrangiert.
Die Hörspiele wurden von Orson Welles, John Houseman und Howard Koch geschrieben, Regie führten Orson Welles und Paul Stewart. Produziert wurden die Sendungen von John Houseman, Orson Welles und Paul Stewart.
Die Folge „The War of the Worlds“ vom 30. Oktober 1938 wurde, aufgrund der Massenpanik, die sie unbeabsichtigt auslöste, eine der berühmtesten Sendungen in der Geschichte des Radios. Nach den Schlagzeilen auf den Titelseiten der Zeitungen, die diese Sendung erhalten hatte, wurde Campbell Soup Sponsor der Hörspielserie.

## Geschichte
Nach den Theatererfolgen des Mercury Theatre im Jahre 1937 lud das CBS Radio Orson Welles ein, im Sommerprogramm 1938 eine dreizehnwöchige Hörspielreihe zu gestalten. Die Serie startete am 11. Juli 1938 zunächst unter dem Titel First Person Singular, ein Titel, der zum Ausdruck bringen sollte, dass Orson Welles in jeder Folge der Hörspiele die Hauptrolle spielen würde. Einige Monate später wurde die Hörspielserie dann in The Mercury Theatre on the Air umbenannt.

Paul Holler beschreibt in der Zeitschrift Critique die Anfänge der Hörfunksendung wie folgt: 

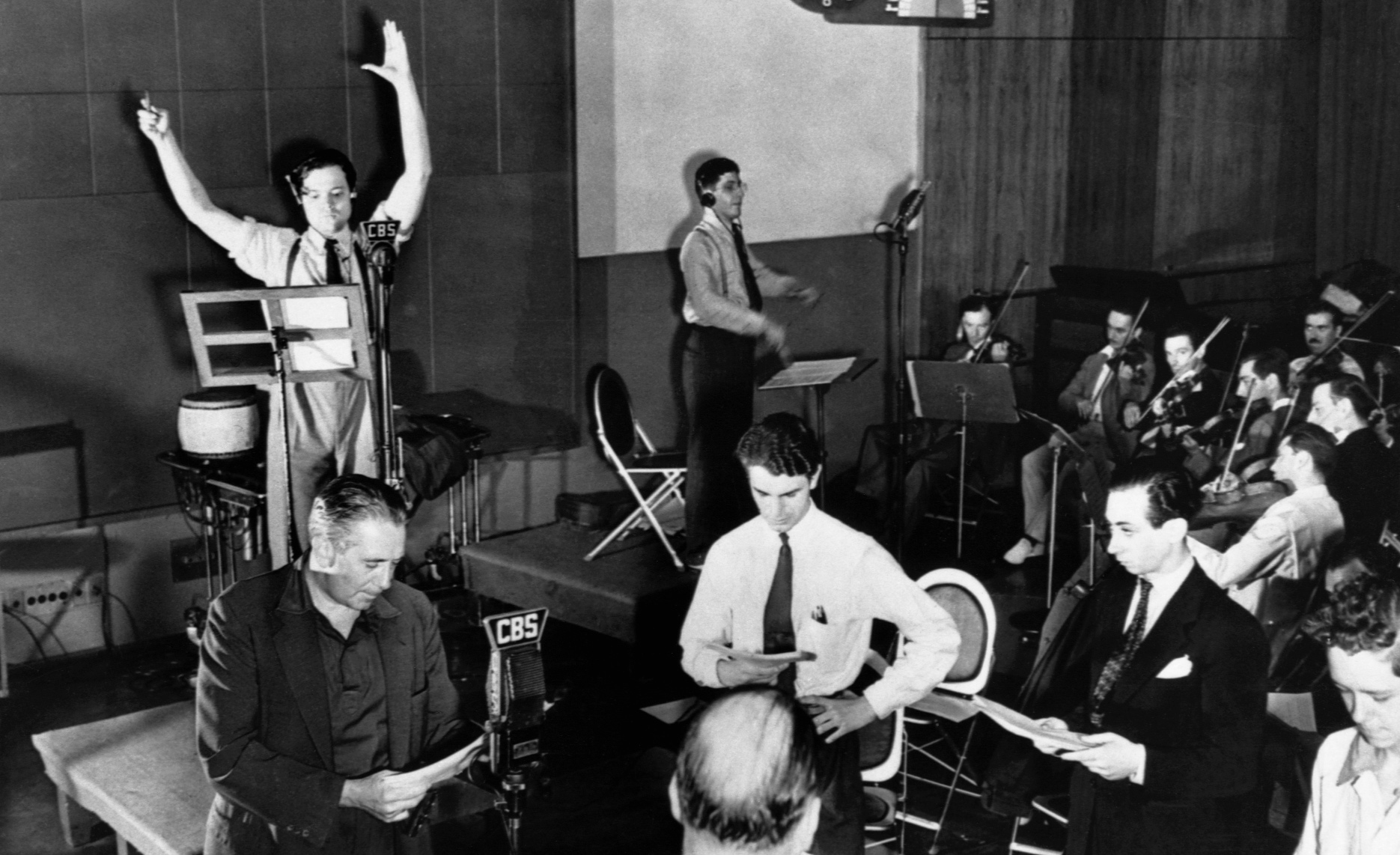
Orson Welles leitet, mit erhobenen Armen, eine Probe der CBS-Radiosendung The Mercury Theatre on the Air. Bernard Hermann leitet das CBS Radioorchester; zu den Schauspielern am Mikrofon gehören Ray Collins and Richard Wilson.

„Radio, mit seiner Fähigkeit, die Phantasie anzuregen und das Publikum sogar in den kreativen Prozess einzubeziehen, hat großes Potential als Medium für wirkliche Dramatik. Es schien unvermeidlich, dass der Tag kommen würde, an dem dieses Medium, das Orson Welles im ganzen Land bekannt gemacht hatte, Teil seiner weiteren Theaterambitionen werden würde. Dieser Zeitpunkt kam 1938.
In diesem Jahr wandte sich CBS, die sich an seine Bearbeitung von Les Misérables im Jahr zuvor erinnerten, an Welles und Houseman wegen einer Reihe von Hörspielen für ihren Sommerspielplan. Die Idee war eine Reihe von Erzählungen unter dem Titel „First Person Singular“. Die Serie würde aber unter ihrem zweiten Namen The Mercury Theatre on the Air in Erinnerung bleiben.
Wie schon im vorangegangenen Jahr bei Les Misérables, erhielt Welles von der CBS völlig freie Hand bei der künstlerischen Gestaltung der neuen Serie. Die Auswahl, die er bei der Entwicklung der Serie traf, war von dem geprägt, was er in den vergangenen Jahren in anderen Hörspielen gelernt hatte. An erster Stelle stand, Hörspiele speziell für das Radio zu entwickeln und nicht einfach Schauspiele aus der Produktion des Mercury Theatre für das Radio zu adaptieren. In enger Zusammenarbeit mit John Houseman und anderen Autoren schrieb, leitete und spielte Welles in seinen Produktionen. Das Endergebnis war eine Reihe von Schauspielen, die auf literarischen und nicht auf dramatischen Werken basierten. Es gab Ausnahmen, vor allem Unsere kleine Stadt von Welles früherem Mentor Thornton Wilder. Aber es war für Welles und Houseman klar, dass das Medium Radio die Erzählung einer Geschichte viel besser unterstützte als seine Dramatisierung. Aus diesem Grund waren einige der bemerkenswertesten Produktionen des Mercury Theatre on the Air Adaptionen großer Romane: Die Abenteuer des Huckleberry Finn, Eine Geschichte aus zwei Städten, Herz der Finsternis und andere bedeutende literarische Werke wurden dem Radiopublikum im Verlauf der Serie Mercury Theatre on the Air präsentiert.“
Bezüglich der Soundeffekte hatte Orson Welles eine besondere Herausforderung für das Soundeffekt-Team von CBS, berichtete The New Yorker. „Seine Sendungen erforderten alle möglichen noch nicht gehörten Effekte, und er war mit nichts weniger als Perfektion zufrieden.“ Für die erste Episode, „Dracula“, suchte das Soundteam nach dem perfekten Klang eines Pfahls, der durch das Herz des Vampirs getrieben wird. Sie legten, zu Welles Genehmigung, zuerst einen Wirsingkohl und einen geschärften Besenstiel vor. „Viel zu blättrig“, befand Welles. „Bohren Sie ein Loch in den Kohlkopf und füllen Sie ihn mit Wasser. Wir brauchen Blut.“ Als das Klangexperiment Welles auch nicht zufrieden stellte, überlegte er eine Weile und bat um eine Wassermelone. The New Yorker rekapituliert das Ergebnis: „Welles trat aus der Regiekabine, ergriff einen Hammer und hieb auf die Melone. Selbst das Studiopublikum erschauerte bei dem Klang. In dieser Nacht machte er Millionen von Zuhörern im ganzen Land Albträume mit dem, was, obwohl es mit einer Melone und einem Hammer erzeugt wurde, zweifellos das Geräusch war, das ein Pfahl erzeugt, der das Herz eines untoten Körpers durchbohrt.“
Als die zweite Theatersaison des Mercury Theatre im Jahr 1938 begann, konnten Orson Welles und John Houseman die „Mercury Theatre on the Air“-Sendungen nicht mehr selbst schreiben. Für „Hell on Ice“ (9. Oktober 1938), die 14. Episode der Serie, stellten sie Howard E. Koch ein, dessen Erfahrung mit einem Stück des Federal Theatre Project in Chicago ihn dazu gebracht hatte, seine Anwaltskanzlei zu verlassen und nach New York umzuziehen, um Schriftsteller zu werden. Statt eines anständigen Gehalts erhielt Koch von Houseman die Rechte an jedem Drehbuch, an dem er arbeitete – zu seinem buchstäblichen Glück auch an „Der Krieg der Welten“. Bereits nach fünf Monaten verließ Koch die Hörspielserie für ein Engagement in Hollywood. Sein letztes Skript war „The Glass Key“ (10. März 1939), das bereits für die Nachfolgeserie The Campbell Playhouse geschrieben wurde.

## Episoden
| #  | Datum              | Programm |
| -- | ------------------ | --- |
| 1  | 11. Juli 1938      | „Dracula“ von Bram Stoker Besetzung: Orson Welles (als Dr. John Seward, Graf Dracula), Elizabeth Fuller (als Lucy Westenra). George Coulouris (als Jonathan Harker), Agnes Moorehead (als Mina Harker), Martin Gabel (als Dr. Van Helsing), Ray Collins (als russischer Kapitän), Karl Swenson (als Steuermann) |
| 2  | 18. Juli 1938      | „Die Schatzinsel“ von Robert Louis Stevenson Besetzung: Orson Welles (als erwachsener Jim Hawkins, Long John Silver), Arthur Anderson (als Jim Hawkins), George Coulouris (als Captain Smollett), Ray Collins (als Ben Gunn), Agnes Moorehead (als Mrs. Hawkins), Eustace Wyatt (als Squire Trelawney), Alfred Shirley (als Blind Pew); sowie William Alland, Stephen Fox, Richard Wilson |
| 3  | 25. Juli 1938      | „Eine Geschichte aus zwei Städten“ von Charles Dickens Besetzung: Orson Welles (als Dr. Alexandre Manette, Sydney Carton), Mary Taylor (als Lucie Manette), Eustace Wyatt (als Angestellter), Edgar Barrier (als Charles Darnay), Martin Gabel (als Jarvis Lorry), Frank Readick (als Ernest Defarge), Betty Garde (als Madame Defarge), Erskine Sanford (als President), Ray Collins (als Staatsanwalt), Kenneth Delmar (als Verteidiger) |
| 4  | 1. August 1938     | „Die neununddreißig Stufen“ von John Buchan Besetzung: Orson Welles (als Richard Hannay, Marmaduke Jopley) |
| 5  | 8. August 1938     | Drei Short Stories: „My Little Boy“ von Carl Ewald, „The Open Window“ von Saki und „I'm a Fool“ von Sherwood Anderson Besetzung: Orson Welles, Edgar Barrier, Ray Collins und andere |
| 6  | 15. August 1938    | „Abraham Lincoln“ von John Drinkwater Besetzung: Orson Welles, Ray Collins, George Coulouris, Karl Swenson |
| 7  | 22. August 1938    | „The Affairs of Anatol“ von Arthur Schnitzler Besetzung: Orson Welles, Alice Frost, Arlene Francis, Helen Lewis, Ray Collins |
| 8  | 29. August 1938    | „Der Graf von Monte Christo“ von Alexandre Dumas Besetzung: Orson Welles (als Edmond Dantès), Ray Collins (als Abbé Faria), George Coulouris (als Monsieur Morrel), Edgar Barrier (als de Villefort), Eustace Wyatt (als Caderousse), Paul Stewart (als Paul Dantés) Sidney Smith (als Mondego), Richard Wilson (als Offizier), Virginia Welles, als Anna Stafford (Mercédès), William Alland (als Kaufmann) |
| 9  | 5. September 1938  | „The Man Who Was Thursday“ von G. K. Chesterton Besetzung: Orson Welles (als Gabriel Syme), Eustace Wyatt (als President Sunday), Ray Collins (als der Professor), George Coulouis (als Lucian Gregory), Edgar Barrier (der Marquis), Paul Stewart (als Gogol), Joseph Cotten (als Dr. Bull), Erskine Sanford (als Sekretär), Alan Devitt (als Witherspoon), Virginia Welles, als Anna Stafford (Rosamond) |
| 10 | 11. September 1938 | „Julius Caesar“ von William Shakespeare Besetzung: Orson Welles (als Brutus), H. V. Kaltenborn (als Kommentator), Martin Gabel (als Cassius), George Coulouris (als Antony), Joseph Holland (als Caesar) |
| 11 | 18. September 1938 | „Jane Eyre“ von Charlotte Brontë |
| 12 | 25. September 1938 | „Sherlock Holmes“ von Sir Arthur Conan Doyle und William Gillette Besetzung: Orson Welles (als Sherlock Holmes), Ray Collins (als Dr. Watson), Mary Taylor (als Alice Faulkner), Brenda Forbes (als Madge Larrabee), Edgar Barrier (als James Larrabee), Morgan Farley (als Inspector Forman), Richard Wilson (als Jim Craigin), Eustace Wyatt (als Professor Moriarty) |
| 13 | 2. Oktober 1938    | „Oliver Twist“ von Charles Dickens Besetzung: Orson Welles (als Fagin) und andere |
| 14 | 9. Oktober 1938    | „Hell on Ice“ von Edward Ellsberg Besetzung: Orson Welles, Al Swenson, Bud Collyer, Dan Seymour (Sprecher), Frank Readick, Howard Smith, Joseph Cotten, Ray Collins, Thelma Schnee, William Alland, Bernard Herrmann (Komponist, Dirigent), Davidson Taylor (Produktionsleiter) |
| 15 | 16. Oktober 1938   | „Seventeen“ von Booth Tarkington Besetzung: Orson Welles (als William Sylvanus Baxter), Betty Garde (als Frau Baxter), Ray Collins (als Herr Parcher), Mary Wickes (als Frau Parcher), Joseph Cotten (als Genesis), Ruth Ford (als Lola Pratt), Marilyn Erskine (als Jane), Elliott Reid (als Cousin George), Pattee Chapmen (als Rannie), Morgan Farley (als Joe Bullitt) |
| 16 | 23. Oktober 1938   | „Reise um die Erde in 80 Tagen“ von Jules Verne Besetzung: Orson Welles (als Phineas Fogg), Ray Collins (als Herr Fix), Edgar Barrier (als Passepartout), Eustace Wyatt (als Ralph), Frank Readick (als Stuart), Arlene Francis (als Princess Aouda), Stefan Schnabel (als Parsee), Al Swenson (als der Kapitän), William Alland (als der Offizier) |
| 17 | 30. Oktober 1938   | „The War of the Worlds (Hörspiel)“ von H. G. Wells Besetzung: Orson Welles (Produzent, Regisseur, Moderator und in der Rolle als Professor Richard Pierson), Dan Seymour (Sprecher), Paul Stewart (Koproduzent und in der Rolle des Studioansagers und des dritten Studioansagers), Frank Readick (als Reporter Carl Phillips und Funker 2X2L), Kenny Delmar (als Polizist auf der Farm, Captain Lansing, Innenminister und Funker aus Bayonne), Ray Collins (als Farmer Wilmuth, Harry McDonald und Radioansager), Carl Frank (als zweiter Studioansager und faschistischer Fremder), Richard Wilson (als Brigadegeneral Montgomery Smith, Officer der 22. Feldartillerie und Langham Field), William Alland (als Raumsprecher und Feldartillerieschütze), Stefan Schnabel (als Feldartilleriebeobachter), William Herz (als Newark Funker und Funker 8X3R), Howard Smith (als Bomber Lt. Voght), Bernard Herrmann (Komponist und Dirigent), John Houseman (Produzent und Drehbuchautor), Howard Koch (Adaptor), Davidson Taylor (Produktionsleiter), Ora Nichols (Soundeffekte), Ray Kremer (Soundeffekte), Jim Rogan (Soundeffekte), John Dietz (Toningenieur) |
| 18 | 6. November 1938   | „Herz der Finsternis“ von Joseph Conrad Besetzung: Orson Welles (als Autor und Ernest Kurtz), Ray Collins (als Marlow), Alfred Shirley (als Buchhalter), George Coulouris (als stellvertretender Manager), Edgar Barrier (als zweiter Manager), William Alland (als Agent), Virginia Welles, als Anna Stafford (Kurtzs zukünftige Braut), Frank Readick (als Tchiatosov) „Life With Father“ von Clarence Day Besetzung: Orson Welles (als Vater), Mildred Natwick (als Mutter), Mary Wickes (als Arbeitsvermittler), Alice Frost (als Margaret), Arthur Anderson (als junger Clarence Day) |
| 19 | 13. November 1938  | „A Passenger to Bali“ von Ellis St. Joseph Besetzung: Orson Welles (als Reverend Dr. Ralph Wilkes), Everett Sloane, Stefan Schnabel, Guy Spaull |
| 20 | 20. November 1938  | „Die Pickwickier“ von Charles Dickens Besetzung: Orson Welles (als Sergeant Buzzfuzz und Herr Jingle), Ray Collins (als Samuel Pickwick), Alfred Shirley (als Augustus Snodgrass), Frank Readick, Elliott Reid, Edgar Barrier, Eustace Wyatt, Brenda Forbes und andere |
| 21 | 27. November 1938  | „Clarence“ von Booth Tarkington Besetzung: Orson Welles (als Clarence) und andere |
| 22 | 4. Dezember 1938   | „Die Brücke von San Luis Rey“ von Thornton Wilder |

## Auszeichnungen
Die Radiosendung The Mercury Theatre on the Air wurde 1988 in die National Radio Hall of Fame aufgenommen.